# Ally Walker
Allene Damian Walker, nota come Ally Walker (Tullahoma, 25 agosto 1961), è un'attrice statunitense.

## Biografia
Nata Allene Damian Walker il 25 agosto 1961 a Tullahoma, nel 1983 si è laureata in Biochimica all'Università della California - Santa Cruz prima di lavorare in una società di ingegneria genetica.
Ha iniziato ad interessarsi alla recitazione durante un semestre al Richmond College of Arts di Londra e, notata da un produttore a Los Angeles, ha ottenuto il primo ruolo importante nella soap opera Santa Barbara.
Successivamente si è divisa tra il cinema e la televisione interpretando anche ruoli da protagonista (come nella serie TV Moon Over Miami) e ha ottenuto particolare apprezzamento per il ruolo di Samantha Waters in Profiler - Intuizioni mortali.

## Vita privata
Sposata con il produttore televisivo John Landgraf, la coppia ha tre figli.

## Filmografia parziale

### Attrice
- I nuovi eroi (Universal Soldier), regia di Roland Emmerich (1992)
- Singles - L'amore è un gioco (Singles), regia di Cameron Crowe (1992)
- The Seventh Coin, regia di Dror Soref (1993)
- Quando il ramo si spezza (When the Bough Breaks), regia di Michael Cohn (1993)
- Un amore tutto suo (While You Were Sleeping), regia di Jon Turteltaub (1995)
- Il gemello scomodo (Steal Big Steal Little), regia di Andrew Davis (1995)
- Just Looking, regia di Tyler Bensinger (1995)
- Amare è... (Bed of Roses), regia di Michael Goldenberg (1996)
- Kazaam - Il gigante rap (Kazaam), regia di Paul Michael Glaser (1996)
- Happy, Texas, regia di Mark Illsley (1999)

### Attrice e regista
- Sex, Death and Bowling (2015)

### Televisione
- Santa Barbara – soap opera, 94 episodi (1988)
- True Blue – serie TV, 12 episodi (1989-1990)
- Matlock – serie TV, 1 episodio (1990)
- I racconti della cripta (Tales from the Crypt) – serie TV, 1 episodio (1991)
- Perry Mason: Scandali di carta (Perry Mason: The Case of the Fatal Fashion) - film TV, regia di Christian I. Nyby II (1991)
- Moon Over Miami - serie TV, 13 episodi (1993)
- Wings – serie TV, 1 episodio (1996)
- Profiler - Intuizioni mortali (Profiler) – serie TV, 64 episodi (1996-1999)
- Jarod il camaleonte (The Pretender) – serie TV, 1 episodio (1999)
- Sleeper Cell – serie TV, 2 episodi (2005)
- E.R. - Medici in prima linea (ER) – serie TV, 1 episodio (2006)
- The Shield (Third Watch) – serie TV, 1 episodio (2006)
- Tell Me You Love Me - Il sesso. La vita (Tell Me You Love Me) – serie TV (2007)
- Boston Legal – serie TV, 2 episodi (2008)
- Law & Order - I due volti della giustizia (Law & Order) – serie TV, 1 episodio (2008)
- CSI - Scena del crimine (CSI: Crime Scene Investigation) – serie TV, 1 episodio (2009)
- Southland – serie TV, 2 episodi (2009)
- Law & Order - Unità vittime speciali (Law & Order: Special Victims Unit) – serie TV, 1 episodio (2010)
- Sons of Anarchy – serie TV, 19 episodi (2008-2010)
- The Protector – serie TV, 13 episodi (2011)
- Taxi Brooklyn – serie TV, 12 episodi (2014)
- Longmire – serie TV, 8 episodi (2015-2016)
- Colony – serie TV, 16 episodi (2016-2018)
- Ghosted – serie TV, 16 episodi (2017-2018)

## Premi e riconoscimenti
Satellite Award
- Finalista nella categoria "Miglior attrice in una serie drammatica" nel 1998 per il ruolo di Samantha Waters in Profiler - Intuizioni mortali

Saturn Award
- Finalista nella categoria "Miglior attrice in una serie televisiva" nel 1998 per il ruolo di Samantha Waters in Profiler - Intuizioni mortali

## Doppiatrici italiane
Nelle versioni in italiano delle opere in cui ha recitato, Ally Walker è stata doppiata da:
- Cristina Boraschi in I nuovi eroi (entrambi i doppiaggi), Happy, Texas, Quando il ramo si spezza
- Chiara Colizzi in Tell Me You Love Me - Il sesso. La vita, The Protector
- Tiziana Avarista in Un amore tutto suo, The Shield, Colony
- Roberta Pellini ne La chiave del sospetto, Magia di Natale
- Barbara Castracane in Profiler - Intuizioni mortali (st. 1-2)
- Claudia Balboni in Profiler - Intuizioni mortali (st. 3, ep. 4x01-02)
- Claudia Razzi in Sons of Anarchy
- Laura Boccanera in CSI - Scena del crimine
- Stella Musy in Longmire
- Alessandra Korompay in Ghosted
- Monica Migliori in FBI: Most Wanted